# NGC 4789
NGC 4789 (również PGC 43895 lub UGC 8028) – galaktyka soczewkowata (S0), znajdująca się w gwiazdozbiorze Warkocza Bereniki. Odkrył ją William Herschel 6 kwietnia 1785 roku.